# Josef Kalis
Josef Kalis (19. března 1850 Hořice – 16. července 1920 Rychnov nad Kněžnou) byl starosta Rychnova nad Kněžnou (1884-1890) a právník, příležitostný básník a autor cestopisu.

## Život
Narodil se v rodině hořického hodináře Jana Kalise a jeho manželky Anny, rozené Říhové.
Studoval na rychnovském gymnáziu a poté v Praze na právnické fakultě. Následně pracoval na finanční prokuratuře v Praze. V roce 1879 přišel do Rychnova nad Kněžnou a otevřel si zde advokátní kancelář. Dne 4. září 1879 se oženil s o rok starší vdovou po řediteli cukrovaru Terezií Gleichmannovou, rozenou Vaňournou.
V letech 1884–1890 byl starostou Rychnova nad Kněžnou. Zasloužil se o zřízení Městské spořitelny.

## Dílo
Zajímal se o dějiny a psával různé studie nejen z historie města. Jeho básně a cestopisná práce byly publikovány vlastním nákladem, případně v regionálních časopisech a novinách. Např. báseň o Bratrské borovici ve Lhotce.
Vlastním nákladem vydal:
- Kandidátní řeč Josefa Kalisa, kterouž měl 10. dne m. května 1885 v Pardubicích ve schůzi voličů za příčinou voleb do rady říšské (V Rychnově n. Kn., 1885)
- Rychnovu do památníku (V Rychnově n. Kn., 1891)
- Blízké motivy (V Rychnově n. Kn., 1895)
- Cesta po Dalmacii, Černé Hoře a Bosně (V Rychnově n. Kn., 1895)
- Blízké motivy II. (V Rychnově n. Kn., 1898)
- Láska (báseň, V Rychnově n. Kn., 1900)
- Blízké motivy III. (V Rychnově n. Kn., 1901)
- Synthese (báseň, V Rychnově n. Kn., 1919)

Jiný vydavatel:
- Feuilletony z cest (V Rychnově n. Kn., Karel Rathouský, 1892)